# Aeonium anagense
Aeonium anagense är en fetbladsväxtart som beskrevs av Paul V. Heath. Aeonium anagense ingår i släktet Aeonium och familjen fetbladsväxter. Inga underarter finns listade i Catalogue of Life.